# Homonota fasciata
Homonota fasciata (плямистий гекон південноамериканський) — вид геконоподібних ящірок родини Phyllodactylidae. Мешкає в Південній Америці. 

## Поширення і екологія
Південноамериканські плямисті гекони поширені на південному заході Бразилії (Мату-Гросу), в південній Болівії, західному Парагваї і Аргентині (на південь до Ріо-Негро). Вони живуть в сухих, відкритих місцевостях, порослих деревами і чагарниками, зокрема в пампі, чако і еспіналі, трапляються в людських поселеннях. Південноамериканські плямисті гекони ведуть нічний спосіб життя, а вдень ховаються серед скель і каміння. Живляться комахами.